# Spillimacheen River
Der Spillimacheen River ist ein etwa 90 km langer linker Nebenfluss des Columbia River im Osten der kanadischen Provinz British Columbia.

## Flusslauf
Das Quellgebiet des Spillimacheen River befindet sich auf einer Höhe von etwa 1900 m im Norden der Purcell Mountains unterhalb von Bald Mountain und Copperstain Mountain. Der Spillimacheen River fließt in überwiegend südöstlicher Richtung durch das Gebirge. 16 km oberhalb der Mündung trifft der Bobbie Burns Creek, der bedeutendste Nebenfluss, von Westen kommend auf den Spillimacheen River. Dieser mündet schließlich 57 km südöstlich von Golden bei der Siedlung Spillimacheen in den Columbia River. 1,5 km oberhalb der Mündung zweigt ein Mündungsarm nach links ab.

## Hydrologie
Das Einzugsgebiet des Spillimacheen River umfasst ein Areal von etwa 1460 km². Der mittlere Abfluss 3 km oberhalb der Mündung beträgt 34,6 m³/s. Die höchsten Abflüsse treten gewöhnlich zwischen Juni und August auf.

## Wasserkraftnutzung
4,8 km oberhalb der Mündung befindet sich ein Wehr, an welchem ein Teil des Flusswassers über einen 1100 m langen Tunnel sowie zwei kurze Druckleitungen dem abstrom gelegenen Laufwasserkraftwerk zugeführt wird. Das von BC Hydro betriebene Kraftwerk befindet sich 3,2 km oberhalb der Mündung. Es besitzt 3 Francis-Turbinen (2 × 0,9 MW und 1 × 2,2 MW). Der Ausbaudurchfluss liegt bei 8,25 m³/s. Die durchschnittliche Jahresproduktion liegt bei 21 GWh.